# Залізниця Обська — Бованенково — Карська
70°22′30″ пн. ш. 68°40′12″ сх. д. / 70.375° пн. ш. 68.67° сх. д.
Залізниця Обська — Бованенково — Карська — найпівнічніша з діючих залізниць у світі на 2015 рік; побудована ВАТ Газпром на півострові Ямал. Початок бере від станції Обська Трансполярної Магістралі (сучасна Північна залізниця), у 12 км від Лабитнангі. Російська колія.
Основне призначення доставка вантажів для освоєння Бованенковського нафтогазоконденсатного родовища (а також Харасавейського).
На час відкриття до станції Обська у 2010 мала 525 км завдовжки У лютому 2011 року була продовжена до станції Карська, довжина склала — 572 км. На залізниці побудовано Міст через Юрібей завдовжки 3,9 км. На станції Обська, з'єднана з Трансполярною магістраллю. Відстань залізничного сполучення між Москвою і Бованенково — 2,906 км. Є плани з продовження залізниці до Харасавей, тоді довжина складе 678 км

## Найпівнічніша залізниця
Найпівнічніша залізниця у світі — станція Бованенково має координати 70°22′30″ пн. ш. 68°40′12″ сх. д. / 70.37500° пн. ш. 68.67000° сх. д., тобто північніше, ніж залізниця Кіркенес-Бйорневатн, що до 2010 була найпівнічнішою залізницею у світі. Плани з будівництва ще північнішої залізниці на залізорудний рудник Баффінланд в Канаді були відкладені Перед завершенням залізниці до Бованенково, найпівнічнішою залізницею в Росії була Норильська залізниця.

## Ресурси Інтернету
- Webseite von Jamaltransstroi (russisch, Fotos von Streckenbau)
- Yamal Megaproject [Архівовано 29 березня 2016 у Wayback Machine.] auf der Gazprom-Webseite
- Fotos [Архівовано 4 березня 2016 у Wayback Machine.] von Strecke und Betrieb in der Fotogalerie von parovoz.com
- http://www.railway-technology.com/projects/obskaya-bovanenkovo/ [Архівовано 17 січня 2021 у Wayback Machine.]
- 360° — GEO Reportage auf arte: Die Polarbahn. Infos und Trailer [Архівовано 27 вересня 2015 у Wayback Machine.] auf www.geo.de; Film in voller Länge [Архівовано 12 квітня 2016 у Wayback Machine.] auf www.youtube.com